# EUREF
EUREF (en. Regional Reference Frame Sub-Commission for Europe) – jedna z podkomisji w Międzynarodowej Asocjacji Geodezji (International Association of Geodesy, IAG) utworzona dla opracowania jednolitego geodezyjnego układu odniesienia dla Europy za pomocą pomiarów GPS. 

## Historia i zadania
EUREF jest podkomisją dla Europy, utworzoną w ramach Komisji I (Układy Odniesienia) w strukturze Międzynarodowej Asocjacji Geodezji. Struktury te wprowadzono podczas Zgromadzenia Generalnego Międzynarodowej Unii Geodezji i Geofizyki (International Union of Geodesy and Geophysics, IUGG) w Sapporo w 2003, ale powstanie podkomisji EUREF datuje się na 1987, podczas obrad Zgromadzenia Generalnego w Vancouver.
Podkomisja EUREF we współpracy z CERCO, grupą roboczą Komitetu Europejskich Służb Geodezyjnych (Comité Europén de Responsables de la Cartographie Officielle), otrzymała za zadanie stworzenie jednolitego geodezyjnego układu odniesienia dla Europy za pomocą pomiarów GPS. Z inicjatywy EUREF pierwszą kampanię obserwacyjną obejmującą Europę Zachodnią wykonano w 1989. Pozwoliło to zdefiniować nowy europejski układ odniesienia ETRF (European Terrestrial Reference Frame). Przyjęto koncepcję układu związanego z płytą tektoniczną, którego stabilność może być naruszana tylko przez deformacje samej płyty. Opracowany układ geodezyjny został nazwany ETRF89 (czyli, na epokę 1989).
EUREF zajmuje się definicją, realizacją i utrzymaniem Europejskiego Układu Odniesienia (ETRF) i Europejskiego Wysokościowego Systemu Odniesienia (EVRS) oraz definiowanie i utrzymywanie fizycznych realizacji tych systemów, czyli geodezyjną infrastrukturę dla geo-pozycjonowania, do którego zalicza się:
- pozycjonowanie trójwymiarowe (B, L, H) dla określonego momentu czasowego
- badania geodynamiki Ziemi
- nawigację precyzyjną
- informację geograficzną.

Do zadań EUREF należy również założenie i konserwacja europejskiego naziemnego systemu odniesienia ETRS89 (European Terrestrial Reference System, ETRS) przy pomocy europejskiej sieci stacji obserwacyjnych "EUREF Permanent Network" (EPN), pokrywających Europę. Sieć tych stacji to obserwatoria wyposażone w najwyższej dokładności odbiorniki GPS/GLONASS rejestrujące ewentualne zmiany współrzędnych ETRF.
Zgodnie z rozporządzeniem z 8 sierpnia 2000 roku, rozszerzeniem europejskiego układu odniesienia ETRF na obszar Polski jest EUREF89 – geodezyjny układ odniesienia. Zgodnie z rozporządzeniem z 15 października 2012 układ EUREF89 zmienił nazwę na PL-ETRF89.